# Biljevec
Biljevec is een plaats in de gemeente Maruševec in de Kroatische provincie Varaždin. De plaats telt 249 inwoners (2001).